# Genom

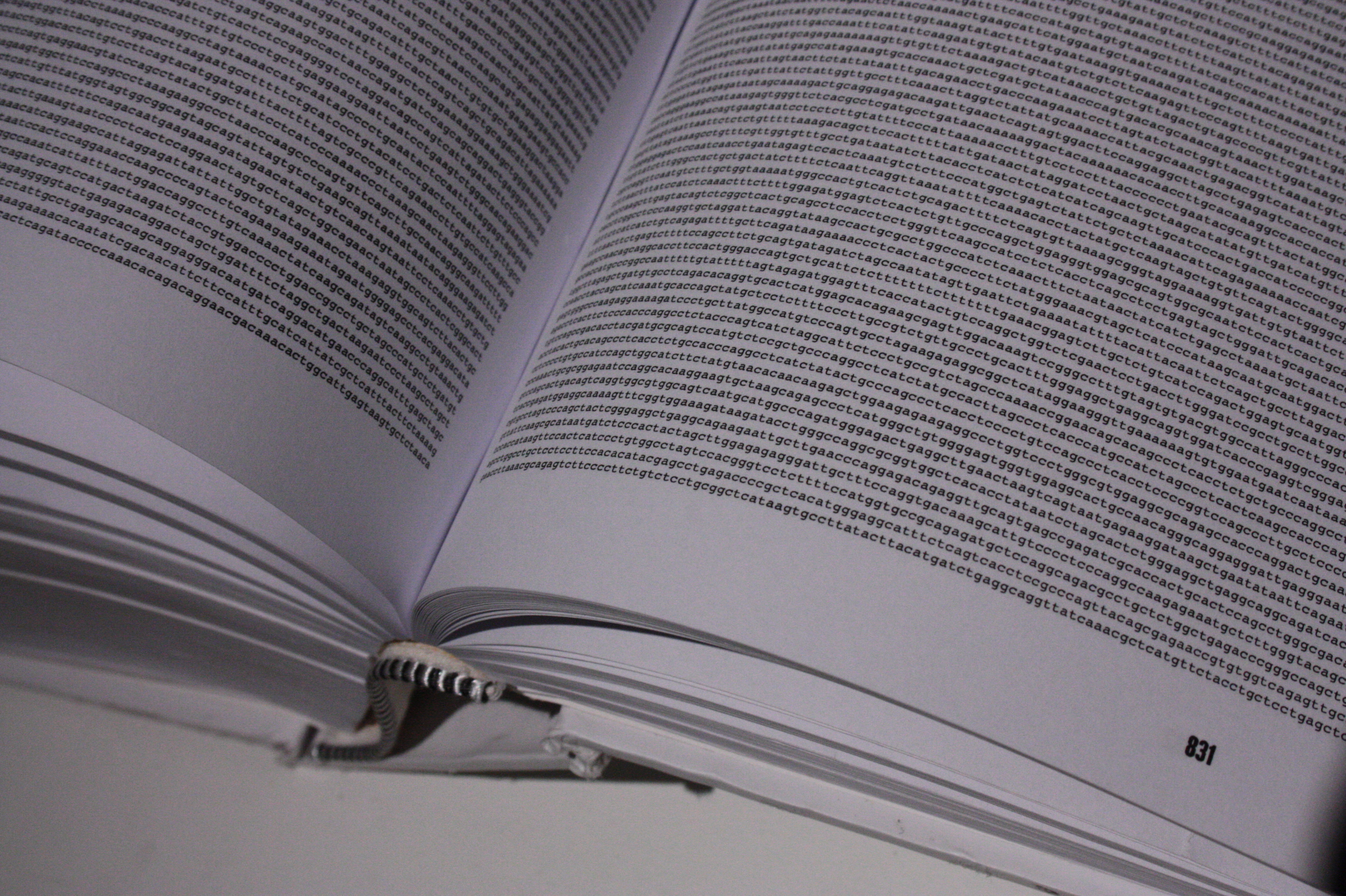
DNS molekulába kódolt genetikai információ kinyomtatva

A genom egy szervezet teljes örökítő információját jelenti, amely a DNS-ben van kódolva (egyes vírusokban RNS-ben), beleértve a géneket és a nem kódoló szekvenciákat is, az aminosavak kapcsolódási sorrendjét, a fehérjék elsődleges szerkezetét. A kifejezést először 1920-ban Hans Winkler, a Hamburgi Egyetem botanikaprofesszora használta.
Pontosabban, egy szervezet genomja egy kromoszómakészlet teljes DNS-szekvenciáját jelenti, például, egy teljes kromoszómakészletet a kettőből, mely a diploid egyed szomatikus sejtjeiben található. A genom kifejezést lehet használni a teljes DNS-szekvenciára, vagy egyes organellumok saját genetikai anyagára (l. mitokondriális genetika, vagy a színtest genetikája). Amikor egy szervezet genomjának szekvenáltságára utalnak, akkor egy testi sejt kromoszómakészletének és az összes ivari kromoszómának a szekvenciáiról beszélnek. A genommal foglalkozó tudományág a genomika, amely eltér a genetikától, hiszen az utóbbi általában egy adott gén funkcióit vizsgálja.
A genomban található exonok összességét exomnak is nevezik.

## A genomok típusai

Egy RNS-vírus genomja, amely a SARS-CoV-2 humán koronavírus kódolt genetikai információja, GenBank Acc MN908947

A vírusnál bonyolultabb szervezetek általában hordoznak további genetikai anyagot a kromoszomális tartalmukon túl. Egy mikroba például plazmidokban teszi ezt, azaz egy ilyen mikroba megszekvenálása, a plazmidok szekvenciáinak megismerését is jelenti egyben.
A gerincesek, mint az ember, is hordoz többletinformációt, a mitokondriumában, amit azonban nem tekintenek az emberi genom részének. Ezt mitokondriális genomnak nevezik.

## A genom és a genetikai variáció
Egy egyed genomjának vizsgálatával nem kapnánk válaszokat a genetikai polimorfizmus által felvetett kérdésekre. Ehhez az egyedek genomjának összehasonlítására van szükség. Ebből következtethetünk, hogy a genom kifejezés nem egy egyed adott szekvenciára, hanem egy egész szekvenciacsaládra utal, melyek biológiai tartalmat osztanak meg.
Ez azt a feltevést vetíti előre, mely szerint nincs olyan alak, mint például a gepárd alakja, hiszen a gepárdnak variációi is léteznek, úgy ahogy az egyedek genomja sem teljesen egyforma. Viszont egy egyed és a genomja között vannak egyértelmű megfeleltetések, tehát a genom egyes szekvenciáiból következtetni lehet az egyed bizonyos tulajdonságaira.

## Genomprojektek
A Humán Genom Projekt az emberi genetikai állomány szekvenálását és feltérképezését tűzte ki célul. Más szervezetek szekvenálása is végbement már: macska, egér, rizs, az Arabidopsis thaliana növény, az Escherichia coli baktérium. Az ilyen szekvenálási projektek kezdetben hatalmas összegekbe kerültek, újabban viszont már egy egyed genomját néhány ezer dollár (USD) költséggel meg lehet szekvenálni.

## Genomméretek összehasonlítása
| Élőlény                            | Genom mérete (bázispárban) [m]    |
| ---------------------------------- | --------------------------------- |
| Vírus, Phi-X174 fág;               | 5387 – Első megszekvenált genom   |
| Vírus, Lambda fág                  | 5×104                             |
| Baktérium, Escherichia coli        | 4×106                             |
| Növény, Paris japonica             | 13×1010 – Legnagyobb ismert genom |
| Gomba,Saccharomyces cerevisiae     | 2×107                             |
| Féreg, Caenorhabditis elegans      | 8×107                             |
| Ízeltlábú, Drosophila melanogaster | 2×108                             |
| Emlős, Homo sapiens                | 3×109                             |

Megjegyzés: Egy emberi sejt DNS-e kb. 1,8 méter hosszú.

## Genomevolúció
Egy genom a gének és termékeik részletei nélkül is alkalmas egy-egy szervezet tulajdonságainak vizsgálatára. A kutatók a kromoszómaszámot, a genom méretét, gének sorrendjét, kodonhasználatot és a GC-tartalmat is segítségül hívják a genomok variációinak magyarázatához (áttekintésért l. még: Saccone and Pesole 2003; Benfey and Protopapas 2004; Gibson and Muse 2004; Reese 2004; Gregory 2005).
A duplikációk nagy szerepet játszhatnak a genom alakításában. Ez lehet egy tandem módon ismétlődő szekvencia, egy gén, egy kromoszóma vagy a teljes genom megduplázódása. A duplikáció az evolúció egyik eszköze a genetikai diverzitás fenntartásához.
Horizontális géntranszferrel lehet magyarázni a tényt, hogy rendszertanilag igen távol álló szervezetek hogyan rendelkeznek mégis nagyon hasonló szekvenciákkal. Úgy tűnik a mikrobák között a géntranszfer mindennapos. Azonban az eukarióták is képesek erre, pontosabban színtestjükből vagy mitokondriális genomjukból át tudnak vinni géneket a kromoszómáikba.